# Pieczyngowie

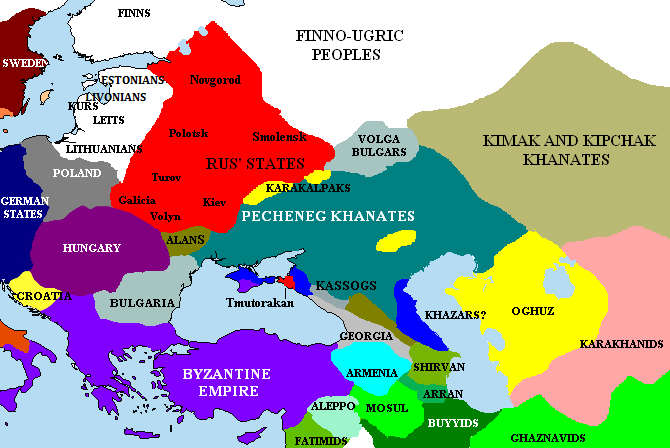
Chanat pieczyński około 1015 roku

Pieczyngowie (staroruskie печенѣгъ, l.mn. печенѣзи, śr.-grec. Πατζινάκος, Πατζινάκης, Πατζινακίτης -Patzinakitai, arab. Расаnāk/Bjnak/Bjamak/Bajanak, gruz. Pacanak-i, orm. Pacinnak, węg. Besenyő/Becencik/Palóc, średniowieczna łac.: Bisseni, Bessi, Pizenaci, Расinасi, Расinасае, Расinасitае) – związek kilku plemion koczowniczych najprawdopodobniej z grupy oguzyjskiej, które wyruszyły ze swoich pierwotnych siedzib w Azji Środkowej i w VIII–IX wieku osiedliły się między dolnym biegiem Wołgi a rzeką Jaik (obecnie Ural).

## Historia
W VIII wieku Pieczyngowie mieszkali nad jeziorem Bałchasz i toczyli walki z Ujgurami. Być może Ujgurowie wyparli ich na zachód, nad Jezioro Aralskie, w sąsiedztwo Kaganatu Chazarskiego. Tu prowadzili zacięte walki z Oguzami. W ich wyniku na początku IX wieku zostali wyparci do Europy, do Kaganatu Chazarskiego. Tu nad Donem Pieczyngowie zastali Madziarów. W toku walk zmusili Węgrów do przesunięcia się na zachód, nad Dniestr, Prut i Seret. Dalsze sąsiedztwo z Węgrami cechowały zacięte walki. Nad Donem Pieczyngowie podlegali Chazarom, którzy utrzymywali względny spokój między koczownikami zamieszkującymi kaganat. Madziarowie, Pieczyngowie i inni koczownicy płacili Chazarom daniny. Na wezwanie kagana stawali zbrojnie w szeregach chazarskich wojsk.
U schyłku IX wieku (ok. 890 lub 895), napór Pieczyngów zmusił Węgrów do opuszczenia kaganatu. Żyjący nad Dniestrem i Prutem Węgrzy napadali w celach łupieżczych Bułgarię. Władający Bułgarią Symeon I wszedł w porozumienie z Pieczyngami. Cesarz Konstantyn Porfirogeneta w swym dziele O zarządzaniu państwem tak to opisał: „I gdy Węgrzy poszli na wyprawę wojenną, przyszli do nich Pieczyngowie z Symeonem i rodziny ich zgładzili do szczętu, a Węgrów zostawionych na straży kraju swojego, wypędzili [...] Węgrzy szukając ziemi do zamieszkania, przybyli do Wielkiej Morawii i wypędzili z niej tych, którzy ją zamieszkiwali, i osiedlili się w ich kraju”.
Kiedy w roku 965 książę kijowski Światosław I uderzył na Chazarów kładąc kres istnieniu Kaganatu Chazarskiego, Pieczyngowie zbrojnie wsparli wojska ruskie. Wraz z upadkiem kaganatu, zniknął na stepie czynnik polityczny i militarny utrzymujący dotąd Pieczyngów w ryzach. Niebawem skierowali oręż przeciwko bogatej Rusi. W roku 972 w Białobrzeżu nad Dunajem pokonali wracające z bitwy pod Silistrią pokonane wojska Światosława, a jego samego zabili. Ponoć z czaszki księcia zrobili sobie puchar. Napady Pieczyngów na Ruś były tak dotkliwe, że następca Światosława, Włodzimierz, wznosił silne umocnienia mające powstrzymywać Pieczyngów.
W 1036 roku doszło do wielkiej bitwy między Pieczyngami a wojskami Jarosława Mądrego i Połowcami, w której Pieczyngowie ponieśli klęskę i zostali zmuszeni do wywędrowania na południe i osiedlenia się na zachodnim wybrzeżu Morza Czarnego między Dunajem i Dniestrem. W roku 1048 wyruszyli swoimi wojskami w kierunku Bałkanów i spustoszyli Bułgarię, Macedonię i Trację. W 1091 Pieczyngowie zaatakowali Trację, należącą do Cesarstwa Bizantyjskiego. Zostali jednak pokonani przez wojska cesarza Aleksego I Komnena wspierane przez oddziały Połowców. W następnych wiekach ulegli częściowej asymilacji z ludnością romańską i słowiańską, część natomiast mogła przetrwać do dziś na terenie Bułgarii jako Gagauzi, którzy aktualnie zamieszkują tereny południowo-wschodniej Mołdawii. Szopowie mieszkający do dziś w Bułgarii są być może potomkami tego ludu.

## Etymologia
Według Maksa Vasmera etnonim ten pochodzi od *bаčаnаk, *раčаnаk ← *bäčänäk (węg. besenyő „Pieczyng”), czagat. badžinak, turkm. pačïnak ze zdrabniającym sufiksem -nаk od bаdžа, bаčа „mąż starszej siostry”, tur. badžanak „swojak/krewny”, spokrewnione z turkijskim bičene – nazwanie plemienne Oguzów u Abu al-Ghazi Bahadura, – i staro-turkijska nazwa własna Веčе. Stąd też nazwy miejscowe: pol. Peczeniżyn, ukr. Печенiжин (Galicja), Печенег (koło Charkowa).